# Ле-Нуайе (Верхние Альпы)
Ле-Нуайе́ (фр. Le Noyer, окс. Lo Noier) — коммуна во Франции, находится в регионе Прованс — Альпы — Лазурный Берег. Департамент коммуны — Верхние Альпы. Входит в состав кантона Сен-Бонне-ан-Шансор. Округ коммуны — Гап.
Код INSEE коммуны — 05095.

## Население
Население коммуны на 2008 год составляло 257 человек.
| 1962 | 1968 | 1975 | 1982 | 1990 | 1999 | 2008 |
| ---- | ---- | ---- | ---- | ---- | ---- | ---- |
| 289  | 263  | 219  | 215  | 243  | 222  | 257  |

## Экономика
В 2007 году среди 150 человек в трудоспособном возрасте (15—64 лет) 118 были экономически активными, 32 — неактивными (показатель активности — 78,7 %, в 1999 году было 70,1 %). Из 118 активных работали 108 человек (63 мужчины и 45 женщин), безработных было 10 (5 мужчин и 5 женщин). Среди 32 неактивных 4 человека были учениками или студентами, 21 — пенсионерами, 7 были неактивными по другим причинам.

## Фотогалерея

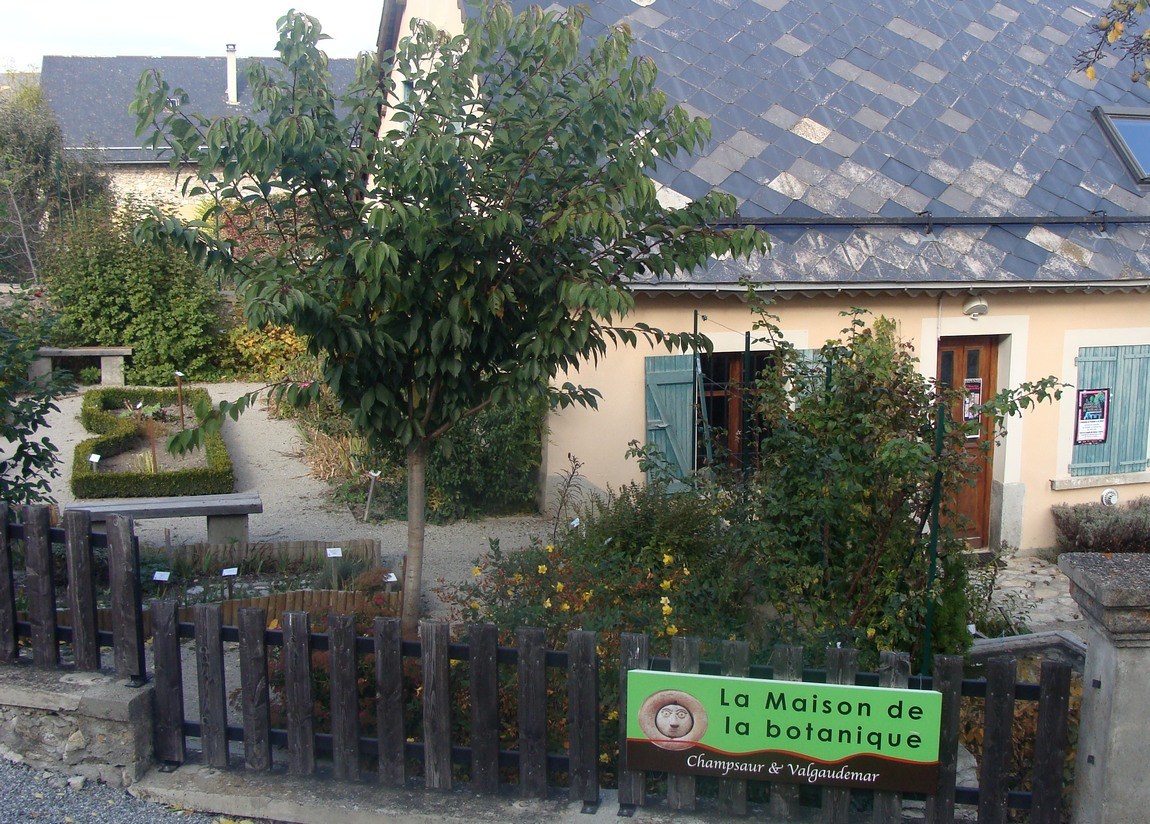
Ботанический музей
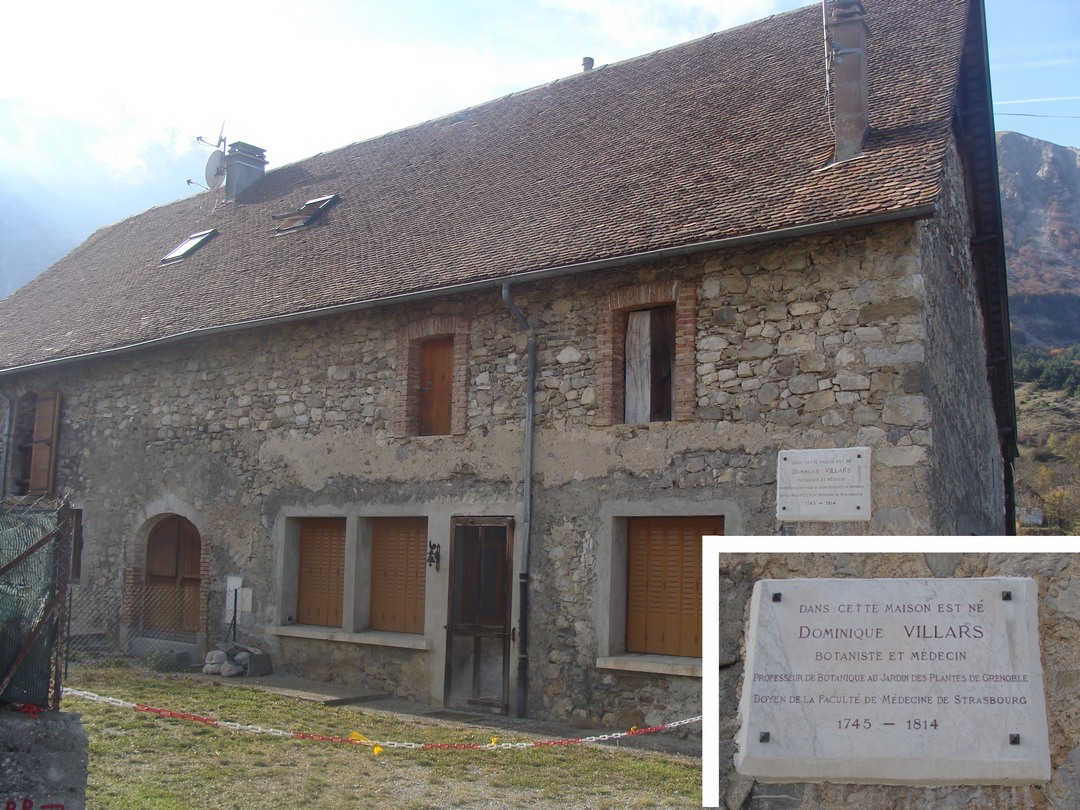
Дом Доминика Вийяра
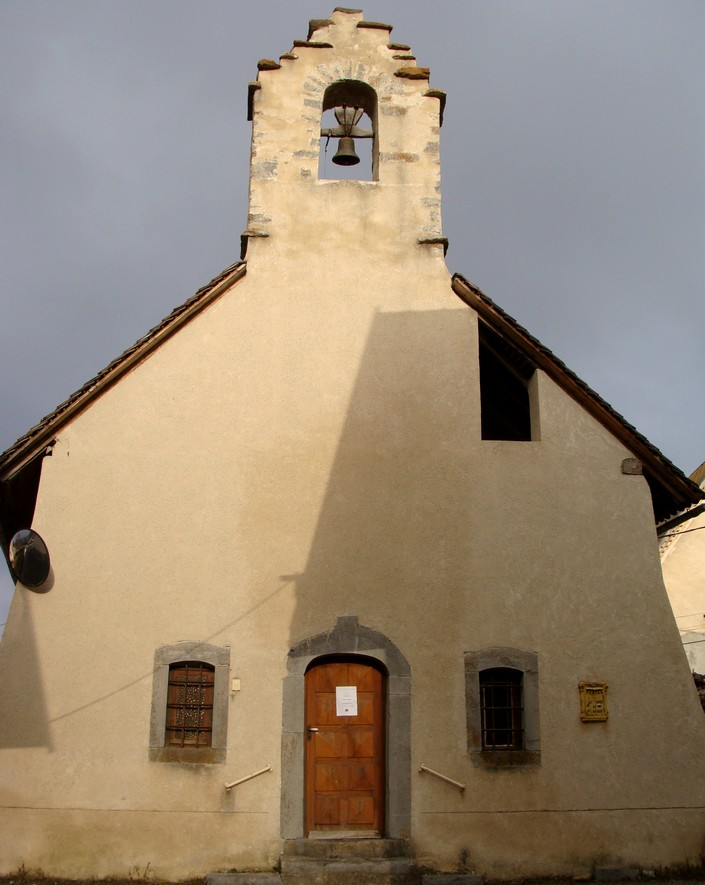
Часовня